# Barrage de Bergerac
Le barrage de Bergerac, parfois appelé barrage de Salvette, ou barrage de Grand-Salvette, est situé en France sur la Dordogne, dans le département du même nom, en région Nouvelle-Aquitaine.

## Géographie
Le barrage de Bergerac retient les eaux de la Dordogne à Bergerac, dans le quartier Salvette, qui est à l'origine de ses autres noms moins usités de barrage de Salvette, ou de Grand-Salvette. Sur ce cours d'eau, c'est la retenue la plus en aval. Il est implanté moins de 200 mètres en amont du confluent du Caudeau et de la Dordogne.
Il est exploité pour la production d'électricité par EDF, dont la concession est prévue jusqu'en 2041. L'usine hydroélectrique, modeste, se situe en rive droite.

## Historique
Initialement, il est construit à partir de 1839 pour créer un plan d'eau et faciliter le trafic des gabares dans le port de Bergerac, en leur offrant une profondeur d'eau plus importante et régulière, rehaussée de 2,25 mètres.
Sa mise en service s'effectue en 1852. Une écluse en permet le franchissement en rive droite.
Avec l'arrivée du chemin de fer, le trafic des marchandises par bateau sur la Dordogne périclite dans la seconde moitié du XIXe siècle, et la navigabilité en amont de Bergerac cesse en 1926.
L'utilisation du barrage de Bergerac pour l'énergie date de 1966, l'écluse étant remplacée par une usine hydroélectrique.

## Technique
Ce barrage « au fil de l'eau » se compose d'une digue large de 165 mètres pour une hauteur de 5,40 mètres.
Relativement modeste, sa puissance totale installée est de 1,4 MW, permise par le fonctionnement de deux turbines de type « bulbe horizontal ».

## Environnement
Pour faciliter la migration des poissons (aloses, lamproies et saumons), une échelle à poissons est construite en rive droite dès 1855, puis améliorée en 1872 et 1887. En 1984, l'ouvrage est équipé d'une passe à bassins successifs longue de plus de 70 mètres qui en fait à l'époque la plus longue d'Europe. Afin d'en améliorer son efficacité en période de faibles débits, la passe est encore modifiée en 2009-2010 et un système spécifique pour la montaison des jeunes anguilles est installé en rive gauche.

## Projet
Pour faciliter la continuité écologique, un projet de rivière artificielle contournant le barrage appelé « stade d'eaux vives », ou « parcours d'eau vive », ou « rivière d'eau vive nature », a été initié par le conseil départemental de la Dordogne en 2022. Son coût, initialement estimé à dix millions d'euros, a très fortement augmenté et se monte en janvier 2023 à 17,28 millions d'euros. Le marché public pour sa maîtrise d'œuvre a été lancé le 10 janvier 2023.

## Galerie

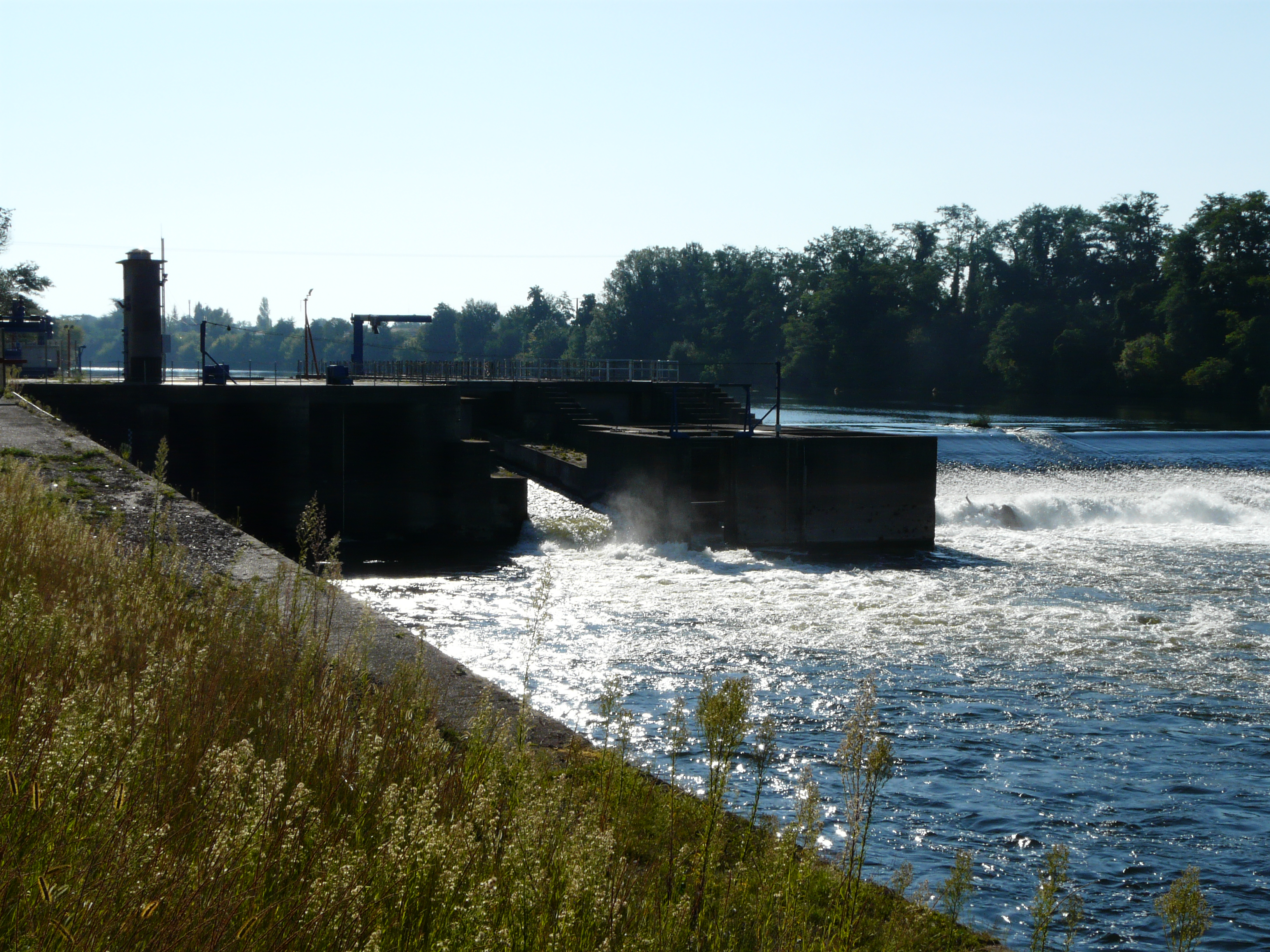
La rive droite.
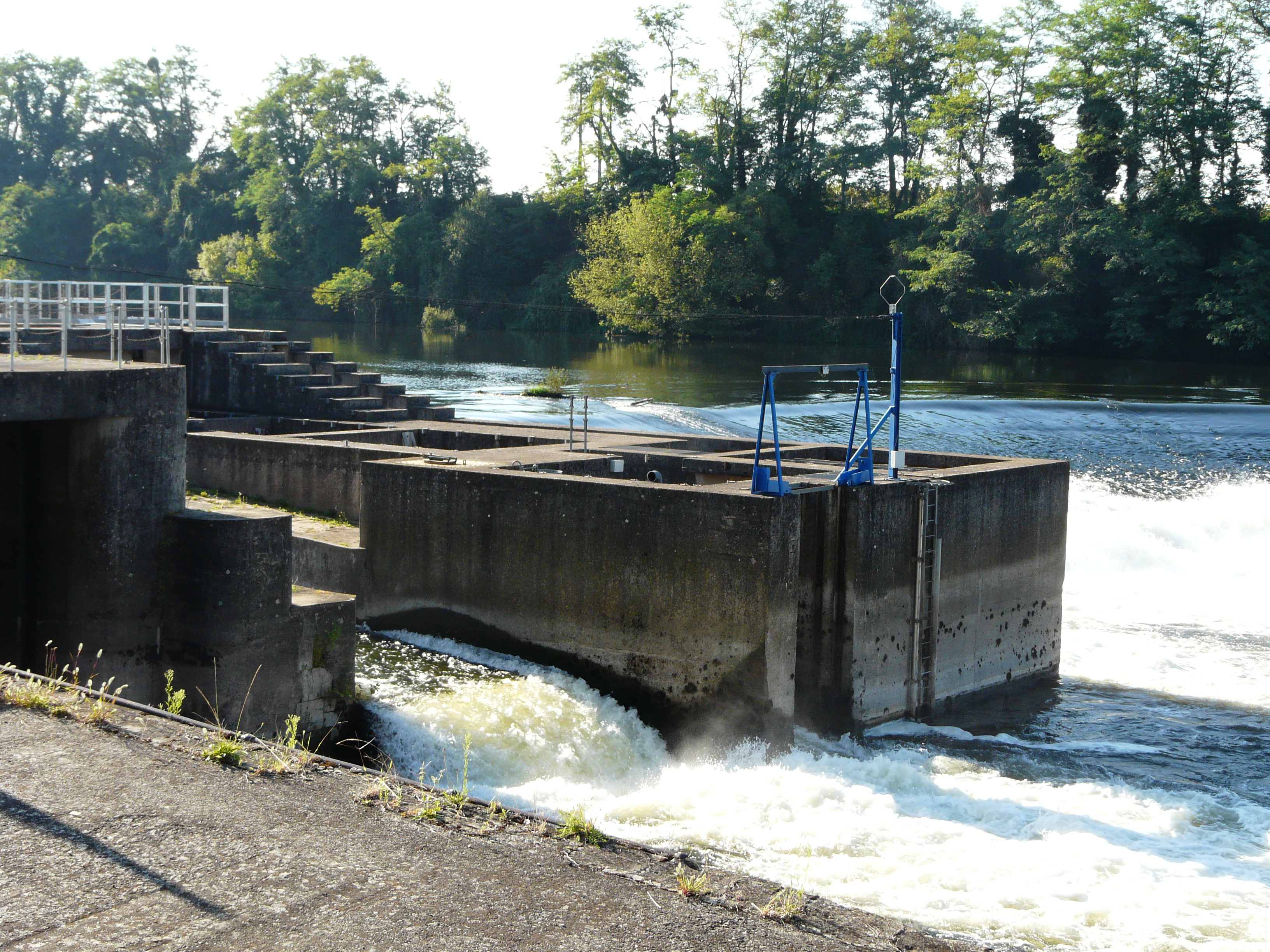
L'espèce d'escalier au second plan à gauche correspond à la passe à poissons.
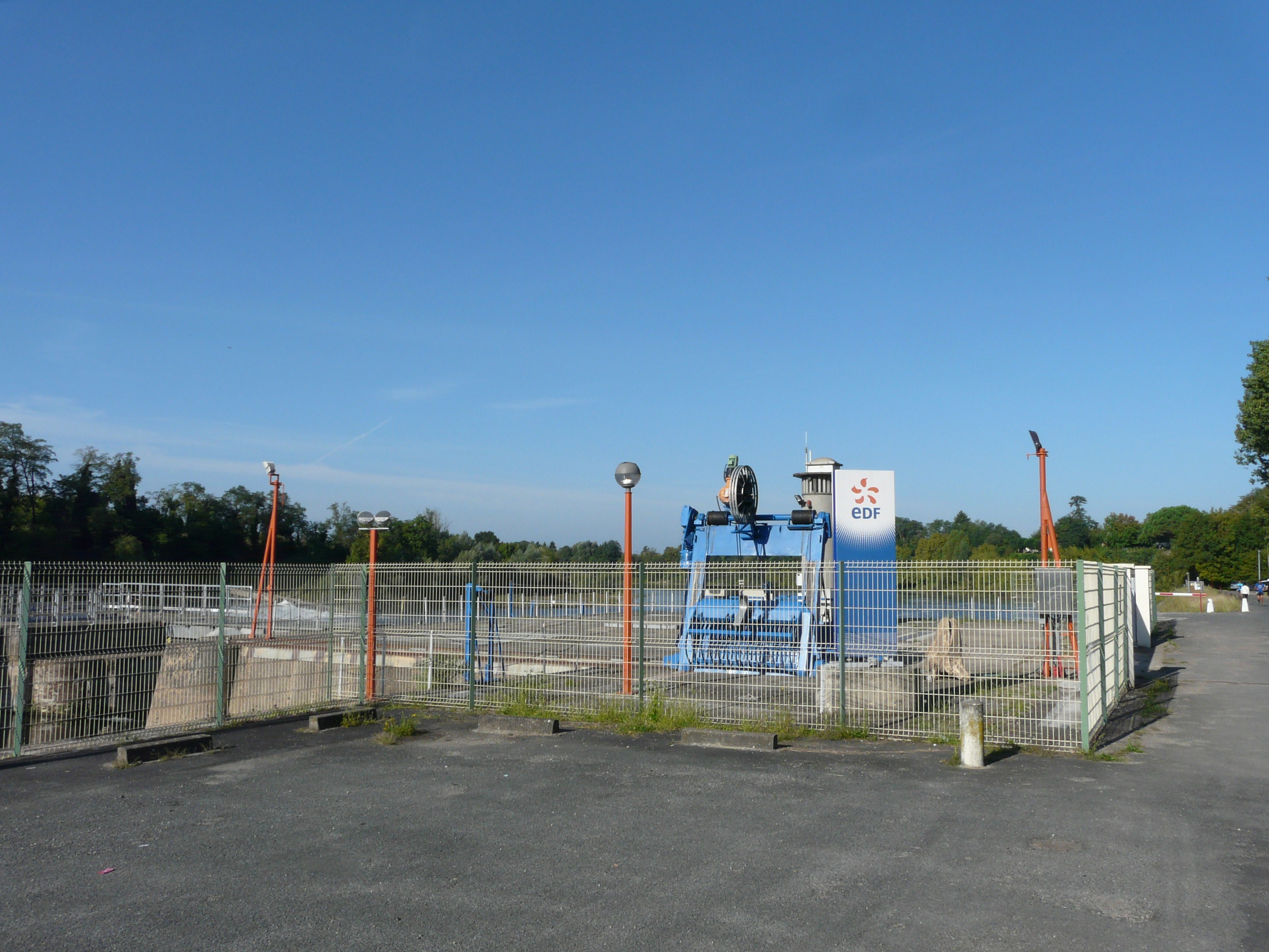
Le site de l'usine hydroélectrique.
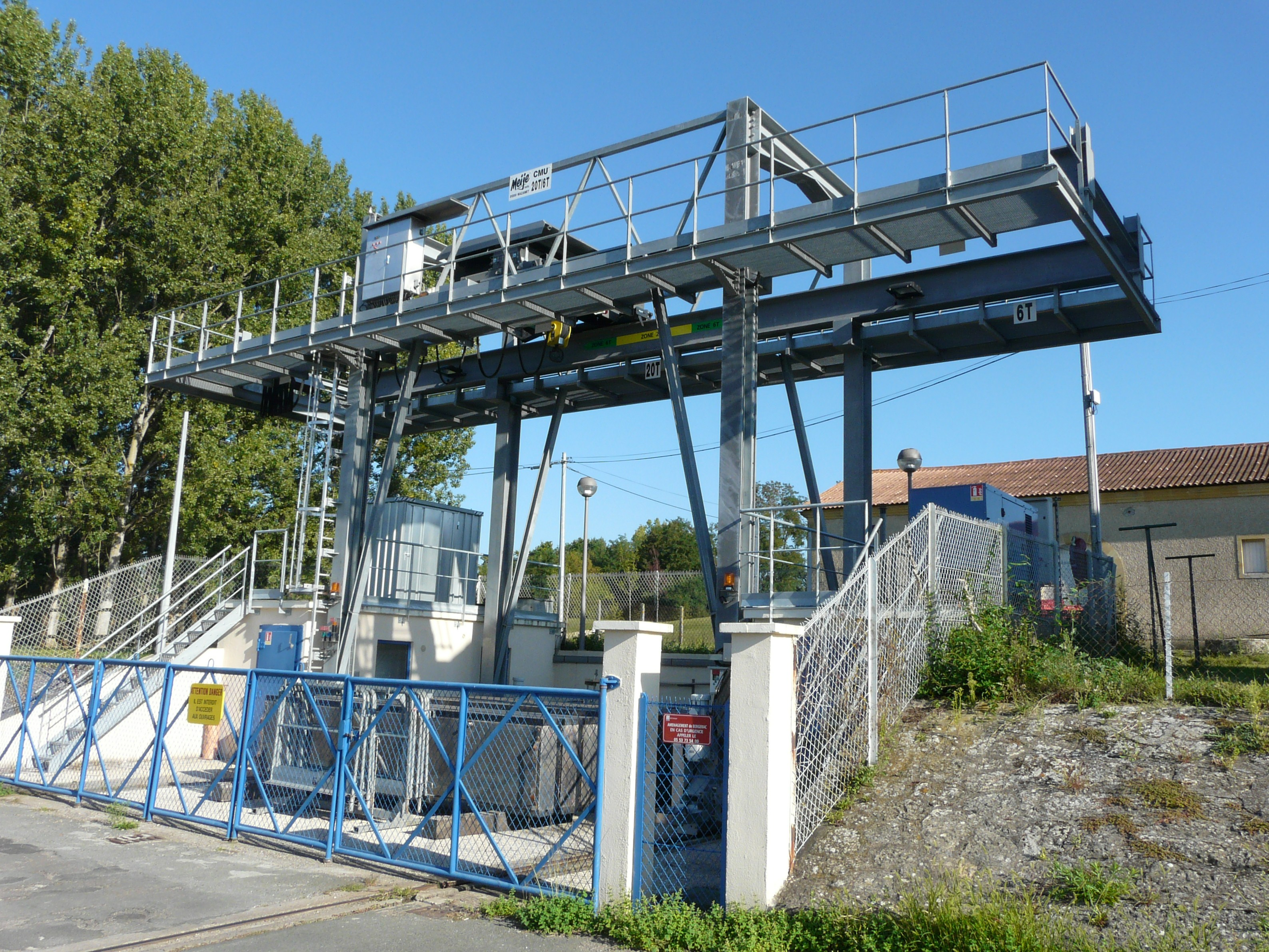
Idem.